# براين مكونناتشاي
براين مكونناتشاي (بالإنجليزية: Brian McConnachie)‏ هو كاتب سيناريو وممثل أمريكي، ولد في 23 ديسمبر 1942 في الولايات المتحدة. من الجوائز التي نالها جائزة إيمي.

## أعمال

### أفلام
- (1994) رصاص في برودواي[2][3]

## جوائز
- جائزة إيمي

## وصلات خارجية
- براين مكونناتشاي على موقع IMDb (الإنجليزية)
- براين مكونناتشاي على موقع ألو سيني (الفرنسية)
- براين مكونناتشاي على موقع أول موفي (الإنجليزية)
- براين مكونناتشاي على موقع قاعدة بيانات الأفلام السويدية (السويدية)
- براين مكونناتشاي على موقع قاعدة بيانات الفيلم (الإنجليزية)
- براين مكونناتشاي على موقع كينوبويسك (الروسية)